# Грумінг (психологія)
Грумінг (англ. grooming) — психологічна маніпуляція, маскування агресії за піклуванням. Дії або поведінка для встановлення психологічного зв'язку з дитиною, що не досягла віку згоди, з метою подальшого сексуального насильства над нею.  . Грумінг може відбуватися в різних умовах, зокрема в Інтернеті, особисто та за допомогою інших засобів спілкування. Цей термін також може підпадати до людей, що досягли повноліття, або ж обидвох неповнолітніх, якщо людина, що переважає у віці, маніпулятивно використовує молодшого в сексуальному або романтичному характері[джерело не вказане 341 день].
Грумінг також використовується для початку вербування неповнолітніх дітей у різні незаконні види бізнесу, такі як торгівля дітьми, дитяча проституція, кіберсекс-торгівля або виробництво дитячої порнографії.
Проявляється  як психологічна маніпуляція, коли одна і та ж людина напоказ може проявляти симпатію до підопічних (дітей та підлітків), жартувати, робити компліменти, цікавитись їхнім життям (і разом з тим, при індивідуальному спілкуванні з підопічними, проявляти насильство в певній формі), щоб довколишні не могли повірити, що така приязна особа має потяг до насильства.
Грумінг в інтернеті (кібер-грумінг, онлайн грумінг) — встановлення дорослими дружніх відносин з неповнолітніми особами через інтернет для шкідливого впливу на них.